# 韦尔泰亚克
韦尔泰亚克（法語：Verteillac，法語發音：[vɛʁtɛjak]）是法国多尔多涅省的一个市镇，属于佩里格区。

## 地理
韦尔泰亚克（45°20'50"N, 0°21'58"E）面积18.44 平方千米，位于法国新阿基坦大区多爾多涅省，该省份为法国西南部内陆省份，是法國本土面积第三大的省，大致对应佩里戈尔地区，北起顺时针与夏朗德省、上维埃纳省、科雷兹省、洛特省、洛特-加龙省、吉倫特省和滨海夏朗德省接壤。
与韦尔泰亚克接壤的市镇（或旧市镇、城区）包括：谢尔瓦勒、拉图尔布朗什-塞尔克勒、迈松堡、库蒂尔、贝尔特里克-比雷、吕西尼亚克、圣马夏尔维韦罗勒。

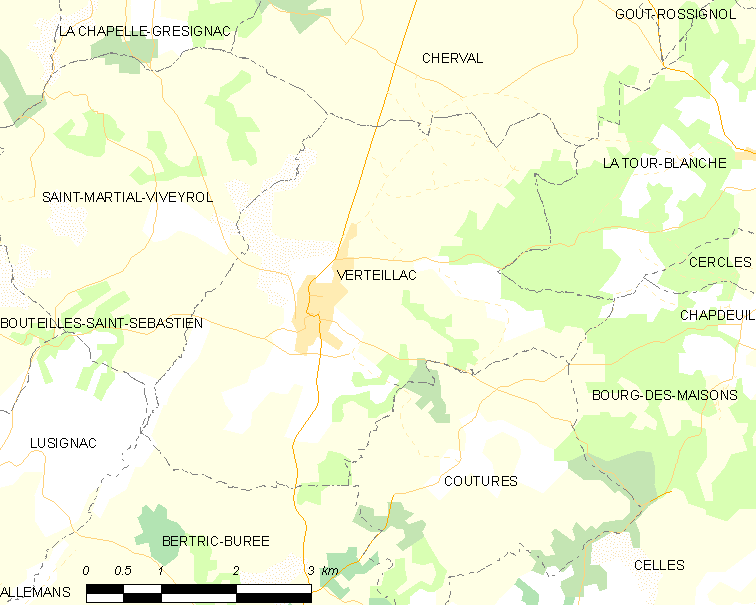
韦尔泰亚克的OSM定位图

韦尔泰亚克的时区为UTC+01:00、UTC+02:00（夏令时）。

## 行政
韦尔泰亚克的邮政编码为24320，INSEE市镇编码为24573。

## 政治
韦尔泰亚克所属的省级选区为里贝拉克县。

## 人口

1962-2008年间韦尔泰亚克人口变化图示

韦尔泰亚克于2022年1月1日时的人口数量为546人。